# Sam Bassetti
Pour les articles homonymes, voir Bassetti.
Samuel "Sam" Bassetti (né le 2 avril 1991 à Santa Rosa) est un coureur cycliste américain.

## Palmarès et résultats

### Palmarès par année
- 2012
  - Cal Aggie Criterium
  - Cherry Pie Criterium
- 2013
  - Cal Aggie Criterium
  - 3e étape de la Mount Hood Classic
- 2016
  - Cal Aggie Criterium
  - Pescadero Coastal Classic
  - 2e de la Cat's Hill Classic
- 2017
  - Copperopolis Road Race
  - Cat's Hill Classic
  - Pescadero Coastal Classic
  - 2e, 8e et 11e étapes du Tour du lac Poyang
- 2018
  - 3e étape de la San Dimas Stage Race
  - 3e étape de la Redlands Bicycle Classic
  - Winston-Salem Cycling Classic
  - 1re étape du Tulsa Tough
  - 3e du championnat des États-Unis du critérium
  - 3e du Pro Road Tour
- 2019
  - Tulsa Tough :
    - Classement général
    - 3e étape

  - Delta Road Race
  - 3e de la Clarendon Cup
- 2021
  - 2e du championnat des États-Unis du critérium

### Classements mondiaux
| Année            | 2017 | 2018 | 2019 |
| ---------------- | ---- | ---- | ---- |
| UCI America Tour | 461e | 19e  | 187e |